# 오로노촌
오로노촌(鬼籠野村)은 도쿠시마현 묘자이군에 있던 촌이다. 1955년 3월 31일, 묘자이군 가미야마정에 편입해 소멸하였다. 이름으로는 지금도 남아있으며, 가미야마 정내에는 오로노 공민관, 오로노 우체국 등이 존재하고 있다. 

## 역사
- 1889년 10월 1일 - 정촌제 시행에 수반해 묘자이군 오로노촌이 성립하였다.
- 1955년 3월 31일 - 아노촌, 진료촌, 시모분카미야마촌, 가미분카미야마촌과 합병해 가미야마정이 되어 소멸하였다.

## 교통

### 도로
- 국도 제438호선
- 도쿠시마 현도 제20호선
- 도쿠시마 현도 제43호선

## 참고문헌
- 『市町村名変遷辞典』東京堂出版、1990年。